# Grenze zwischen Niger und Nigeria

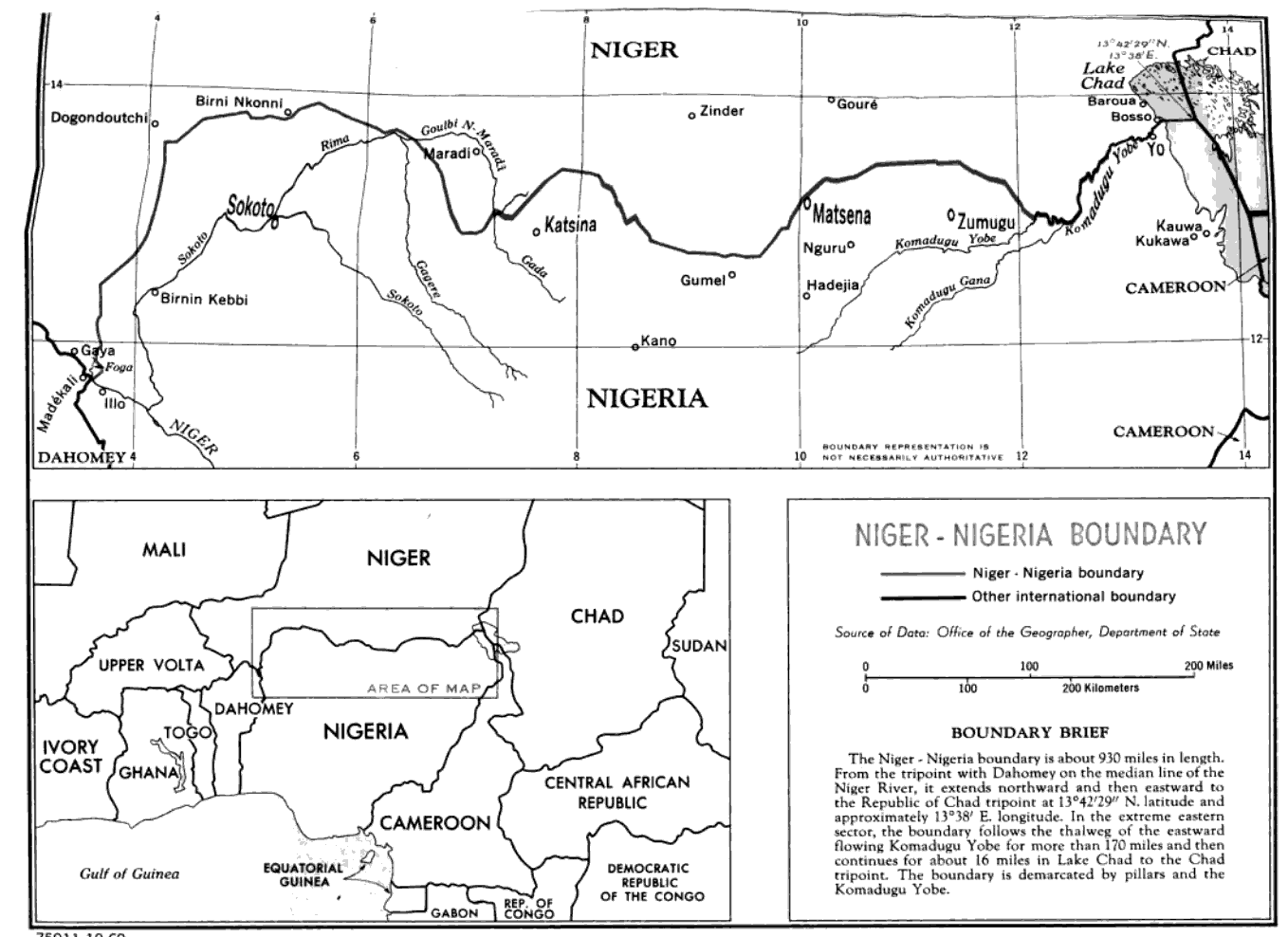
Karte des Grenzverlaufs (1970), noch mit Dahomey statt Benin

Die Grenze zwischen Niger und Nigeria trennt als internationale Landgrenze diese beiden Staaten. Die Grenzlänge wird mit 1608 oder 1497 km angegeben. Die Grenze verläuft vom Dreiländereck Benin-Niger-Nigeria zum Dreiländereck Niger-Nigeria-Tschad.

## Geschichte
Nachdem auf der Berliner Kongokonferenz 1884 die Ansprüche der europäischen Mächte in Afrika abgesteckt worden waren, ging Frankreich an die Eroberung des oberen Tals des Niger, die um 1900 abgeschlossen war und später in Französisch-Westafrika (AOF) aufging. Das Vereinigte Königreich dehnte sein Herrschaftsgebiet von den Basen um Lagos und Calabar nach Norden, u. a. in das Sokoto-Kalifat, aus; die dabei gebildeten zwei Protektorate (Protektorat Südnigeria und Protektorat Nordnigeria) wurden 1914 zur Kolonie Nigeria vereinigt. Am 5. August 1890 hatten das Vereinigte Königreich und Frankreich einen Vertrag geschlossen, nach dem die Grenzlinie von Say nach Baroua nahe dem Tschadsee, also nördlich der heutigen Grenzlinie, verlaufen sollte. Nähere Bestimmungen der Grenzlinie erfolgten 1898, 1904 und 1906, die endgültige Festlegung 1910. Anschließend erfolgte die Vermarkung. Nigeria wurde am 1. Oktober 1960 unabhängig; Niger hatte die Unabhängigkeit schon im August dieses Jahrs erhalten. Ab 1999 kommt es infolge des Scharia-Konflikts und der Aktionen von Boko Haram zu Unruhen im Grenzgebiet.

## Grenzverlauf

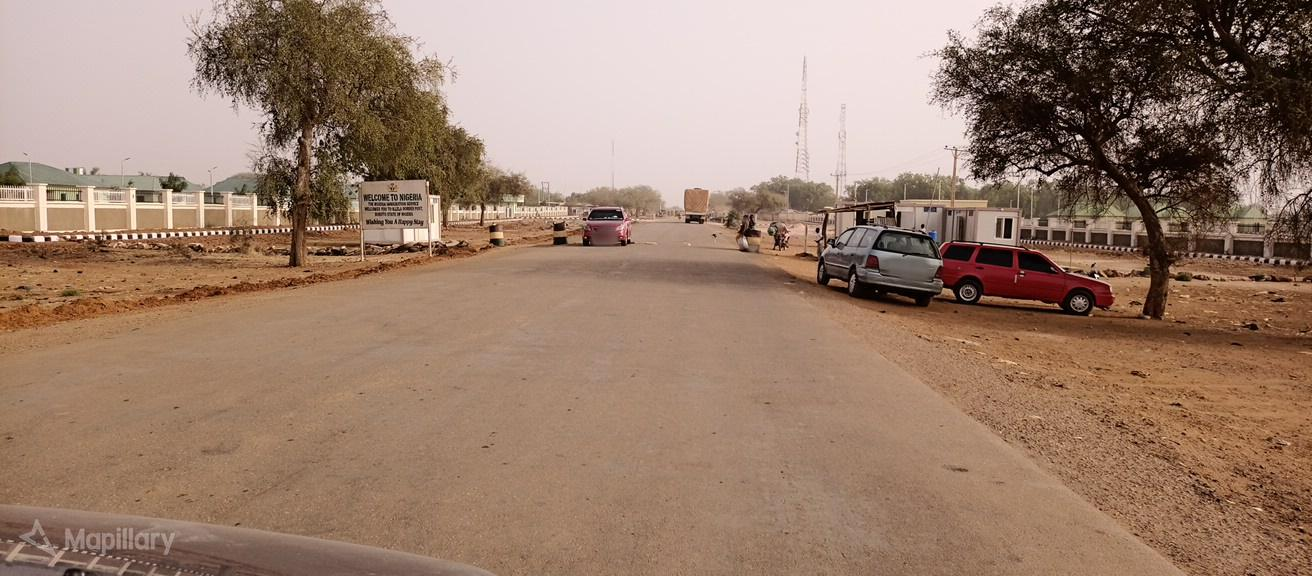
Die Grenze in Birni-N’Konni

Die Grenze nimmt im Westen am Dreiländereck mit Benin im Niger (11°42'0"N, 3°36'36"E) ihren Ausgang, führt dann über Land nach Norden und wendet sich später in weitem Bogen nach Osten. Der weitere Verlauf führt in östliche Richtung zum Fluss Komadugu Yobe und diesem entlang durch das Hausaland zum infolge klimatischer Veränderungen stark verkleinerten Tschadsee. Dort befindet sich das Dreiländereck mit dem Tschad (13°42'36"N, 13°37'48"E).

## Orte nahe der Grenze

### Niger
- Dolé
- Gondarou
- Sabon Birni
- Angoual Magagi Ango
- Toumbo Bouya
- Guidan Takoussara
- Bangui
- Souloulou
- Bassira
- Dan Kano
- Douhoun Bara
- Dabira
- Farou
- Firdji
- Guidan Chinaou
- Guidan Kané
- Birnin Kouka
- Bossossoua
- Maïmoujia
- Tounfafi
- Dachi
- Adaré
- Zarwaram
- Bagara
- Lada
- Assaga Koura
- N’Garoua Koura
- Déwa Karguéri
- Gueskérou
- Bandi
- Dagaya
- Bosso

### Nigeria
- Dolekaina
- Kamba
- Kokoba
- Maiyama
- Rafin Tsaka
- Nageda
- Kangiwa
- Kwalaye
- Lema
- Tagimba
- Jimojime Sule
- Tunugara
- Ruawuri
- Kalmalo
- Kwashebawa
- Djibia
- Katsina
- Dankama
- Mai'Adua
- Zango
- Rogogo
- Maribara
- Baure
- Babura
- Maigatari
- Galadi
- Machina
- Gumsi
- Meori
- Kurusalia
- Njikilamma
- Karagu
- Margawa
- Arege